# Yacatecuhtli

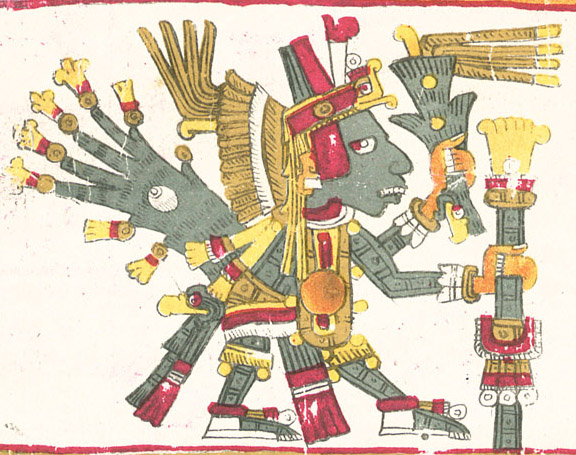
Yacatecuhti, descrito no Códice Borgia

Yacatecuhtli era um deus asteca, protetor dos comerciantes e dos viajantes. Era cultuado especialmente pelos Pochtecas, uma irmandade de comerciantes errantes. A natureza de seus cultos é desconhecida, mas sabe-se que exigia muitos sacrifícios, sendo por isso que os Pochtecas eram os maiores compradores de escravos de todo o México.